# Sai ua
Sai ua (tiếng Thái: ไส้อั่ว, phát âm [sâj ʔùa]) hay xúc xích bắc Thái Lan hoặc xúc xích Chiang Mai là một loại xúc xích thịt lợn nướng từ miền bắc Thái Lan và đông bắc Miến Điện. Ở Thái Lan, đây là món ăn tiêu chuẩn của các tỉnh phía bắc và nó cũng trở nên rất phổ biến ở các vùng còn lại của Thái Lan. Tên của nó trong tiếng Thái bắt nguồn từ sai (ruột) và từ ua (nhồi nhét). Ở bang Shan, món xúc xích này được gọi là sai long phik.
Sai ua chứa thịt lợn băm, rau thơm, gia vị và sốt cà ri đỏ kaeng khua. Món thường được ăn với cơm nếp và các món ăn khác hoặc dùng như một món ăn nhẹ hoặc món khai vị. Theo truyền thống sai ua là một loại xúc xích tự làm, nhưng ngày nay nó có sẵn ở các cửa hàng.